# Christian Bunners
Christian Bunners (* 3. April 1934 in Zapel; † 5. November 2024 in Berlin) war ein deutscher evangelischer Theologe und Musikwissenschaftler.

## Leben
Christian Bunners, Sohn des Pastors Walter Bunners (1904–1943) und dessen Frau Irmgard, geb. Zander (* 1906), studierte ab 1953 Musikwissenschaft und Evangelische Theologie an der Universität Rostock. Hier wurde er 1962 mit einer Dissertation zum Thema Frömmigkeit und Musik im Luthertum des 17. Jahrhunderts zum Dr. theol. promoviert. Er wirkte als Wissenschaftlicher Mitarbeiter in Rostock, nebenamtlich auch als Organist und Musikkritiker. Von 1963 bis 1975 war er Pastor und Propst in Neubrandenburg, von 1975 bis 1999 Dozent am Kirchlichen Seminar Paulinum in Berlin, von 1983 bis 1994 auch Kirchlicher Rundfunkbeauftragter.
Bunners arbeitete im Ruhestand als freier Autor und Herausgeber. Von 1999 bis 2012 war er Vorsitzender der Historischen Kommission zur Erforschung des Pietismus. Er war Gründungsmitglied der Historischen Kommission für Mecklenburg und Gründungspräsident, zuletzt Ehrenpräsident der Paul-Gerhardt-Gesellschaft. Im Vorstand der Fritz Reuter Gesellschaft war er seit 1990 und gab in deren Auftrag diverse Literatur heraus.
Im März 2011 erhielt Christian Bunners die Ehrenurkunde für Heimatpflege und Kultur des Landesheimatverbandes Mecklenburg-Vorpommern e.V., im April 2018 den Ehrenbrief der Fritz Reuter Gesellschaft.
Bunners war geschieden und hatte vier Kinder, darunter der Schauspieler David Bunners, die stellvertretende Solo-Bassistin des NDR Elbphilharmonie Orchesters Katharina C. Bunners und der Drehbuchautor Johann A. Bunners. Sein Bruder Michael Bunners (1932–2019) war ebenfalls Theologe und Pastor.
Christian Bunners starb am 5. November 2024 in Berlin.

## Schriften (Auswahl)
- Kirchenmusik und Seelenmusik: Studien zu Frömmigkeit und Musik im Luthertum des 17. Jahrhunderts. Vandenhoeck & Ruprecht, Göttingen 1966, OCLC 611627546 (= Dissertation, Universität Rostock, 1962).
- Fritz Reuter und der Protestantismus: Theologische Beiträge zu Fritz Reuter, seinem Werk und dessen Rezeption. Evangelische Verlags Anstalt, Berlin 1987, ISBN 3-374-00000-2.
- (mit Traugott Vogel) Im Blickpunkt: Bekenntnis und Bekennen. Theologische Informationen für Nichttheologen. Evangelische Verlags Anstalt, Berlin 1987, ISBN 3-374-00133-5.
- Paul Gerhardt: Weg, Werk, Wirkung. Union, Berlin 1993, ISBN 3-372-00315-2. Überarbeitete und ergänzte Neuausgabe: Vandenhoeck & Ruprecht, Göttingen 2006, ISBN 3-525-55781-7.
- (mit Gert von Bassewitz) Auf Paul Gerhardts Spuren. Ellert und Richter, Hamburg 1997, ISBN 3-89234-631-3.
- (mit Gert von Bassewitz) Auf den Spuren von Dietrich Bonhoeffer. Ellert und Richter, Hamburg 2004, ISBN 3-8319-0099-X.
- (als Hrsg. mit Günter Balders) „Und was er sang, es ist noch nicht verklungen“. Paul Gerhardt im Spiegel der Literatur (= Beiträge der Paul-Gerhardt-Gesellschaft 7). Berlin 2011.
- Johann Crüger (1598–1662): Berliner Musiker und Kantor, lutherischer Lied- und Gesangbuchschöpfer. Frank & Timme, Berlin 2012, ISBN 978-3-86596-371-0.
- Protestantismus und Literatur. Der Dichter Fritz Reuter (1810–1874) (= Mecklenburger Profile; Bd. 6). Neumünster 2012, ISBN 978-3-932696-88-6.
- (als Hrsg. mit Günter Balders) „… die Edle und niemals genug gepriesene MUSICA“. Johann Crüger – (nicht nur) der Komponist Paul Gerhardts (= Beiträge der Paul-Gerhardt-Gesellschaft 8). Frank & Timme, Berlin 2014, ISBN 978-3-7329-0019-0.